# Yves Christen (biologiste)
Pour les articles homonymes, voir Christen et Yves Christen.
Yves Christen, né en 1948 à Marseille est un biologiste et journaliste scientifique français.

## Biographie
Il a étudié la génétique moléculaire à la faculté des sciences d'Orsay et au Centre de génétique moléculaire CNRS, situé à Gif-sur-Yvette. En 1974, il soutient une thèse de doctorat en biochimie.
Spécialiste de la maladie d'Alzheimer, il a mené des recherches en immunogénétique dans le laboratoire de Jean Dausset à l'hôpital Saint-Louis et en immunologie à l'Institut Pasteur, avant de se spécialiser dans le domaine des neurosciences.
Il a été nommé rédacteur en chef de la revue La Recherche en 1977 dont il a été exclu pour raisons idéologiques et directeur de la rubrique scientifique du Figaro magazine.
Par ailleurs, il a été président de la Fondation Ipsen (1983-2016). Il est actuellement président du conseil scientifique de l'Institut pour la Recherche sur la Moelle épinière et l'Encéphale (IRME). 

### Métapolitique
Il est l'un des membres fondateurs, en 1969, du Groupement de recherche et d'études pour la civilisation européenne (GRECE), un think tank réputé d'̩extrême-droite par certains journalistes. Au sein du GRECE, il est tenu pour « l'un des principaux promoteurs [du] darwinisme social », avec Yvan Blot,,. Il a prononcé plusieurs conférences au Cercle Ernest-Renan, et il collabora régulièrement à la revue Éléments. En 1974, il devait faire paraître avec Alain de Benoist un ouvrage sur le réalisme biologique et l'eugénisme — projet finalement abandonné. Selon Pierre-André Taguieff, il a également participé (avec notamment Alain de Benoist) à l'ouvrage Race et Intelligence, signé « Jean-Pierre Hébert » (1977).
En 1976, il cofonde aussi les éditions Copernic.

## Ouvrages
- Marx et Darwin. Le grand affrontement, Paris, Albin Michel, « Sciences d'aujourd'hui », 1981.
- (dir.), Le Dossier Darwin. La sélection naturelle, l'eugénisme, la sociobiologie, la darwinisme social, textes choisis et présentés par Yves Christen, Paris, Éditions Copernic, 1982.
- Biologie de l'idéologie, Paris, Éditions 13, 1985.
- (dir.), Alexis Carrel. L'ouverture de l'homme, Paris, Éditions du Félin, « Les Hommes de connaissance », 1986.
- L'Homme bioculturel. De la molécule à la civilisation, Monaco-Paris, Éditions du Rocher, « L'Esprit et la matière », 1986.
- L'Égalité des sexes. L'un n'est pas l'autre, Monaco-Paris, Éditions du Rocher, « L'Esprit et la matière », 1987.
- Griffures et Morsures, 1988
- (dir.) avec Kenneth Klivington, Les Énigmes du cerveau, Paris, Bordas et Neuilly-sur-Seine, Hologramme, 1989.
- Les Années Faust ou La science face au vieillissement, Paris, Sand, « Recherches », 1991.
- (en) Neurophilosophy and Alzheimer's Disease, Hardcover, 1992
- Rétine, apoptose et cytokines, Irvin, 1997.
- Le Peuple léopard. Tugwaan et les siens, Paris, Michalon, 2000.
- L'Animal est-il une personne ?, Flammarion, Paris, 2009.
- Les Surdoués du monde animal, Éditions du Rocher, Paris 2009.
- L'animal est-il un philosophe ? Poussins kantiens et bonobos aristotéliciens, Odile Jacob, Paris, 2013.
- Konrad Lorenz : un biologiste au chevet de la civilisation, Paris, La Nouvelle Librairie, coll. "Longue mémoire de l'Institut Iliade", 76 p., 2023  (ISBN 978-2493898654)